# 국립 대학 도서관 (슬로베니아)

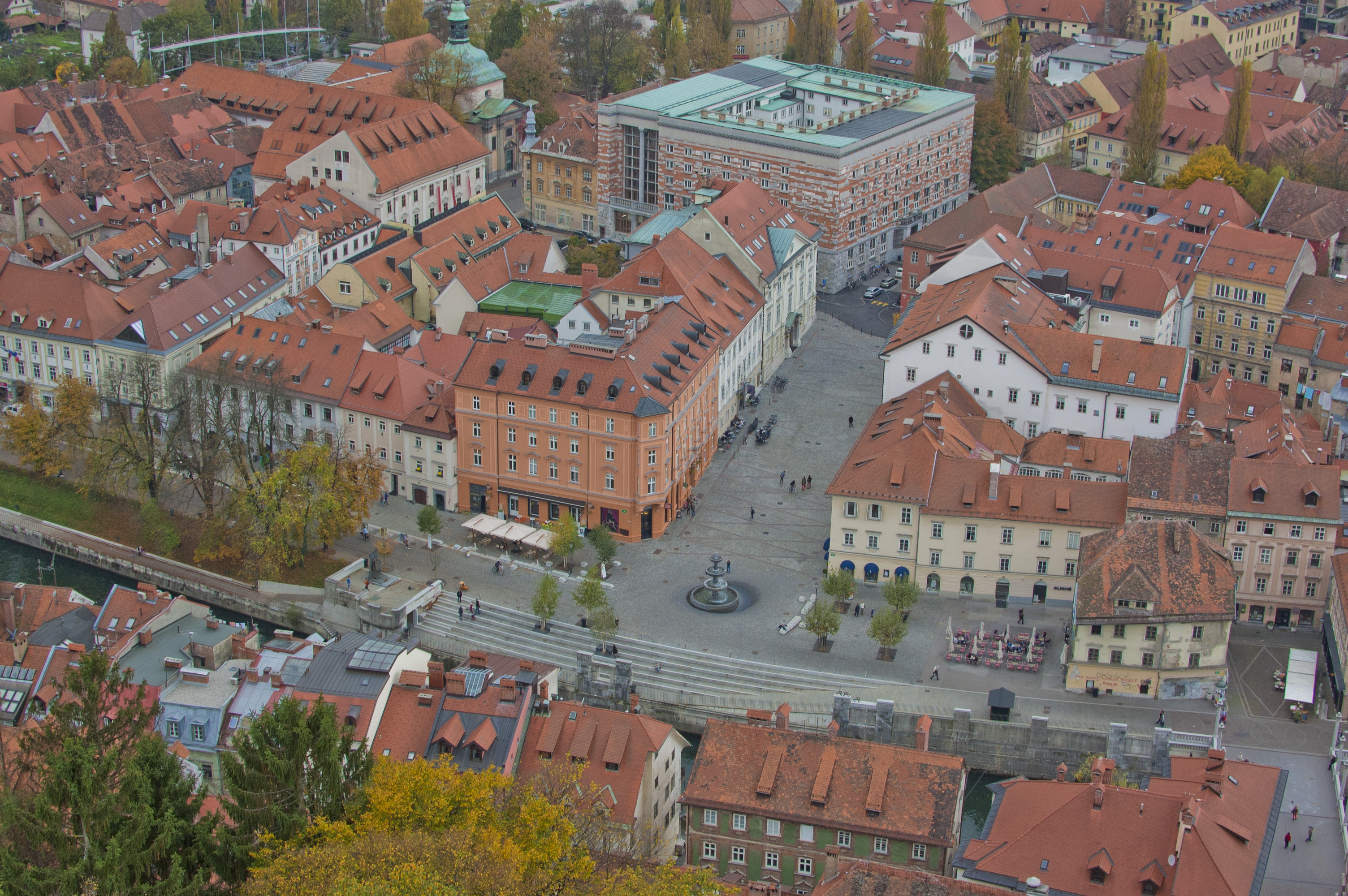

슬로베니아 국립 대학 도서관(슬로베니아어: Narodna in univerzitetna knjižnica)은 슬로베니아 류블랴나에 위치한 국립도서관이다. 요제 플레치니크가 설계한 건물로 1941년 지어졌으며, 책 모양 창문에 회색 벽돌로 덮은 외관으로 그의 감각을 느낄 수 있는 대표작 중 하나다.
2011년 기준으로 총 1,307,000권의 도서와 8,700점의 필사본, 그리고 그밖의 문서, 시각자료, 멀티미디어 자료를 소장하고 있으며 2010년 기준으로 7,900권의 정기 간행물을 제공하고 있다. 본관 외에도 별관이 투리아슈카 가 (Turjaška ulica)와 레스코슈코바 가 (Leskoškova cesta)에 위치해 있으며 이곳에 서적과 자료들을 보관하고 있다. 현재 건물은 공간 부족으로 인한 여러 문제점이 제기되어 본관 근처에 신관을 새로 짓는 방안이 계획 중이 있다.